# Bann (Bibel)
Als Bann geben viele deutsche Bibelübersetzungen das hebräische Wort חרם; ḥerem wieder. Es bezeichnet im Tanach, der hebräischen Bibel, eine Aussonderung und Übereignung von Gütern und Personen an JHWH, den Gott der Israeliten. 
Das nach der Landnahme im 5. Buch Mose verankerte Banngebot verlangte, alle überlebenden Personen einer eroberten Stadt Kanaans zu töten. Dieses Gebot bezeichnen manche Ausleger als Vernichtungsweihe. Diese sollte die Einzigartigkeit der Israeliten bewahren, ethnische Vermischung und Übernahme fremder Kultbräuche tabuisieren und die Aneignung von Kriegsbeute sowie Sklavendienste von Kriegsgefangenen als materielle Eroberungsmotive ausschließen. Ob das spätere Gebot eine reale historische Praxis der Israeliten spiegelt, ist unbekannt. Die Mescha-Stele belegt eine solche Praxis um 850 v. Chr. für die Moabiter.

## Begriff
Die allgemeine Grundbedeutung der gemeinsemitischen Wurzel ḥrm ist: „absondern“, „verbieten“, „weihen“ (vgl.: arabisch: ḥarām). Im Hebräischen und Moabitischen wird der Begriff jedoch abgewandelt und eingeengt, da er in den meisten Fällen durch Verben der Tötung, Ausrottung und Vernichtung erläutert wird.
„Bann“ im Sinne von „restlose Tötung, Vernichtung“ ist also von anderen Bedeutungen des Wortes zu unterscheiden, etwa vom Ausschluss aus einer religiösen Gemeinschaft wie dem „Kirchenbann“ (siehe Anathema) oder einer Rechtsgemeinschaft („Acht und Bann“, siehe Ächtung).

## Tanach

### Älteste Belege
Eine Vernichtungsweihe ist zuerst außerbiblisch belegt. So rühmt sich der König Mescha von Moab auf der Mescha-Stele, er habe in Atarot „alles Volk der Stadt als Opfer für Kamosch“, den Kriegsgott der Moabiter, getötet, und besitze nun in Nebo „siebentausend Männer und Sklaven und Frauen und Sklavinnen und Dirnen“. Die erbeuteten Kultgegenstände des Gottes Israels, JHWH, habe man in den Tempel des Kamosch gebracht. Die übrige Beute wurde wohl unter den moabitischen Kriegern verteilt. 
Der Alttestamentler Walter Dietrich geht deshalb davon aus, dass auch einige Schilderungen über die frühe und mittlere Königszeit, in der Israel eine gewisse militärische Bedeutung besaß, einen historischen Kern haben. So wurde König Ahab, der als Zeitgenosse Meschas gilt, laut 1 Kön 20,42  von einem Propheten getadelt, weil er bei einem siegreichen Feldzug gegen die Aramäer einige ihrer Anführer geschont hatte, anstatt sie alle zu töten. 
Der Erzählung in 1 Sam 15  zufolge soll König Saul bei einem Feldzug gegen die Amalekiter vom Propheten Samuel den Auftrag erhalten haben: Weihe alles, was ihm gehört, dem Untergang! Schone es nicht, sondern töte Männer und Frauen, Kinder und Säuglinge, Rinder und Schafe, Kamele und Esel! Als Saul jedoch die besten Tiere und den amalekitischen König Agag geschont habe, habe er die Gunst des „Königsmacher“ Samuel verloren. Während Herbert Donner diese Texte als späte und maßlos übertreibende Fiktion ansah, hielt Dietrich nur die Schilderung der angeblichen Konflikte zwischen Königen und Propheten für eine späte, deuteronomistische Überprägung. In Wirklichkeit habe Samuel mit der Hinrichtung des Königs „vor JHWH“ nur das vollendet, was Saul mit der Vernichtung der amalekitischen Städte begonnen habe. 
Dietrich verwies weiter darauf, dass ähnliche Kriegszüge König Davids, bei denen auch Frauen getötet wurden, aber keine Haustiere (1 Sam 27,8 f. ), oder nur Teile der Beute der Gottheit geweiht wurden (2 Sam 8  etc.), in der Regel nicht als Bannkriege deklariert wurden, weil sie nur Davids eigenen politischen und ökonomischen Zielen dienten. Nur die Amalekiter wurden nach 1 Sam 30,17-26  als „Erzfeinde“ Israels und „Feinde JHWHs“, nicht Davids, bezeichnet und seien deshalb vollständig getötet worden. 
Daraus folgert Dietrich, dass Bannkriege nur in besonders kritischen Situationen ausgerufen worden seien, wenn man glaubte, die Existenz des ganzen Volkes und damit die Macht seines Gottes stehe auf dem Spiel. Der Gewinn von Sklaven und Beute erschien in solchen Ausnahmesituationen wohl als zweitrangig. Auch sei es denkbar, dass in einem JHWH-Krieg, je nach der Schwere der Bedrohung, jeweils größere Teile der Beute an die Gottheit übereignet wurden; in einem „normalen“ Krieg nur das Leben der feindlichen Krieger, in schwereren Fällen auch die restliche Bevölkerung und die Kultgegenstände, im Extremfall die gesamte Beute.
Einen möglichen historischen Kern hat vielleicht auch eine in 1 Chr 4,41  erwähnte Episode aus der Zeit König Hiskijas (725–696 v. Chr.).

### Deuteronomistische Kriegsideologie
Die bei weitem meisten Erwähnungen der Vernichtungsweihe finden sich jedoch im Umkreis des deuteronomistischen Geschichtswerks und entspringen der religiös-nationalistischen Kriegsideologie der Priesterschaft in der späten Königszeit und in der Zeit des babylonischen Exils. Hier wird im Rückblick insbesondere die Landnahme der Israeliten in Kanaan als eine rasche, nahezu ununterbrochene Abfolge von Vernichtungsweihen an der ansässigen Bevölkerung geschildert, die auf direkten Befehl JHWHs ausgeführt wurden (so z. B. unter Moses im Negev und im Ostjordanland: Num 21,3 , Dtn 2,34 , Dtn 3,6 , Jos 2,10 , danach unter Josua, dem Sohn Nuns auch im Westjordanland: Jos 6,17-21 , Dtn 7,2 , Jos 10,1 , Jos 10,28-43 , Jos 11,1-23 ). Dabei wird großer Wert auf die Feststellung gelegt, dass in den eroberten Orten niemand am Leben gelassen wurde. Bezeichnenderweise spielt in diesem Zusammenhang ein König überhaupt keine Rolle. Die Kriegsführung ist geradezu eine bloße Angelegenheit des Volkes; der eigentlich Kriegführende ist aber JHWH selbst.
Eine Zuwiderhandlung gegen das Banngebot würde Israel selbst dem Untergang weihen (Jos 6,18 ) und der Schuldige müsste mitsamt seiner ganzen Familie und seinem Vieh ausgemerzt werden, um den Zorn Gottes zu beschwichtigen (Jos 7,24-26 , Jos 22,20 ). Diese bewusst brutale Darstellung der Landnahme ist sicherlich fiktiv und wird auch durch den archäologischen Befund nicht gestützt. So war z. B. Jericho schon seit Jahrhunderten nicht mehr bewohnt, als die Stadt von Josua angeblich dem Untergang geweiht wurde. K. L. Younger hebt in diesem Zusammenhang die Ähnlichkeit mit assyrischen, ägyptischen und hethitischen Kriegsberichten hervor, die ebenfalls stark stilisiert sind und kaum das wirkliche Kriegsgeschehen darstellen. Jedoch wird in den altorientalischen Vorbildern die Ausrottung ganzer Städte nie religiös motiviert, sondern nur durch die allgemeine „Schlechtigkeit“ oder Unbotmäßigkeit der Einwohner.
Die rechtliche Begründung der Vernichtungsweihe stellt das sogenannte „Kriegsgesetz“ dar (5 Mose 20, 1–20). Walter Dietrich hält den Befehl, dass alle in Dtn 20,17  aufgelisteten Ureinwohner Kanaans der Vernichtung zu weihen seien, für eine Verschärfung einer verhältnismäßig moderaten vorexilischen Regelung, bei der das Leben von Frauen, Kindern und Greisen noch zu schonen war (und die in weit entfernten Gebieten auch noch gültig blieb Dtn 20,14 ). Norbert Lohfink vermutet die Entstehung des „Kriegsgesetzes“ in der Regierungszeit König Joschijas von Juda, der damit seine territoriale Expansionspolitik rechtfertigen wollte, die durch die Landnahme-Erzählungen beispielhaft illustriert wurde. Das Banngebot sei hierbei von einem der Gottheit gelobten Beuteverzicht in eine von der Gottheit geforderte Ausrottung der feindlichen Bevölkerung umgedeutet worden, um der Einschüchterungs-Propaganda Assyriens etwas Vergleichbares entgegenzusetzen. Der jüdischen Bevölkerung sollte Mut gemacht werden, durch die Vorstellung, allein der Beistand JHWHs reiche bereits aus, um einer militärischen Übermacht, wie der Assurs, nicht nur zu trotzen, sondern sie sogar vernichtend zu schlagen.
Der Bann soll nicht an Bewohnern von Städten vollzogen werden, „die sehr weit von dir entfernt liegen“ (Dtn 20,16-17 ); als Begründung für die Vernichtung der Bewohner Kanaans wird angegeben, „damit sie euch nicht lehren, entsprechend all den Gräueln zu handeln, die sie zu Ehren ihrer Götter begangen haben, und so zu sündigen gegen den HERRN, euren Gott“ (Dtn 20,18 ). Deshalb kann man nach Ansicht des Judaisten Daniel Krochmalnik nicht von einer ethnischen, sondern nur von einer „ethischen Säuberung“ sprechen. Ob es sich beim Bann um einen Vernichtungskrieg handelt, ist in der Forschung umstritten.

### Begriffswandel
In anderen Textschichten des Tanach fallen die einzelnen Elemente des herem-Begriffs auseinander. Einerseits konnte die bloße Übereignung von Gütern (wie Häuser, Grundstücke und Vieh) sowie Dienstleistungen an den Tempel in Jerusalem bereits als „Aussonderung“ und „Weihung“ für die Gottheit betrachtet werden und näherte sich hiermit der reinen Votivgabe an. Diese Güter wurden nicht zerstört; ihre Nutzung war jedoch ausschließlich den Priestern vorbehalten. Einmal als Banngut geweihte Güter und Menschen konnten dabei unter keinen Umständen wieder ausgelöst werden (z. B.: Lev 27,28 , Num 18,14 ). 
Anderseits wurde der herem-Begriff in der spätprophetisch-apokalyptischen Literatur auch auf die Kriegsführung anderer Völker übertragen, so auf den Feldzug Sanheribs gegen König Hiskija von Juda 701 v. Chr. (2 Kön 19,11 , Jes 37,11 ), wobei aber weiterhin JHWH der eigentlich Kriegführende blieb, selbst wenn er sich gegen sein eigenes Volk wandte. Schließlich wird der Begriff immer mehr zu einem bloßen Synonym für eine vernichtende Niederlage (Mal 3,24 ) oder erscheint nur noch als poetisch-antikisierendes Stilmittel (Sach 14,11 ).
Nach der Rückkehr aus dem babylonischen Exil richtete sich der „Bann“ nicht mehr gegen äußere Feinde, sondern vorrangig gegen die eigenen Landsleute, wenn sie vom JHWH-Glauben abgefallen waren (Dtn 7,26 ) oder sich vergleichbar schwerer Verbrechen schuldig gemacht hatten, wie der Zauberei oder des sexuellen Umgangs mit Tieren (Ex 22,19 ). Für solche Fälle war (allerdings erst nach einer sorgfältigen Prüfung der Beweise) nicht nur die Steinigung Einzelner vorgesehen, sondern auch die Vernichtung ganzer Städte, wobei alles Gold, Silber und Kupfer dem „Schatz JHWHs“ (also dem Tempelschatz in Jerusalem) zuzuführen sei. Dass darüber hinaus selbst das Vieh der Abtrünnigen getötet werden müsse und die restliche Beute auf einem großen Haufen als Brandopfer („Holocaust“) dargebracht werden müsse, entspricht dabei der am weitesten gehenden Form des Banngebotes (Dtn 13,13-19 ). Auch wenn Juden ihre nichtjüdischen Frauen behalten wollten, wurden sie aus der Gemeinde ausgestoßen, wobei die Konfiszierung ihres Vermögens ebenfalls als „Bann“ aufgefasst wurde (Esra 10,8 ). Diese „Drohkulisse“ diente also nicht mehr der Abwehr einer äußeren Bedrohung (die wegen der militärischen Bedeutungslosigkeit der Rückkehrer ohnehin unmöglich gewesen wäre) als vielmehr der Aufrechterhaltung der eigenen Gruppenidentität. Die Durchführung oder Nichtdurchführung der Vernichtungsweihe wurde so zum Maßstab für den Gehorsam oder Ungehorsam gegen JHWH stilisiert und damit zum Beleg einer intakten oder gestörten Beziehung des Volkes Israel zu ihrem Gott. Offenbar hat hier die Angst vor dem national-religiösen Identitätsverlust bereits geradezu wahnhafte Züge angenommen.
In den Büchern der Chronik taucht die Untergangsweihe meist nur noch im Rückgriff auf das deuteronomistische Geschichtswerk auf; der Begriff wurde anscheinend durch zeitgemäßere (hellenistische?) Kriegskonzepte verdrängt. 
In der Septuaginta wird herem mit dem griechischen Begriff anathema wiedergegeben, der ursprünglich ebenfalls ein Weihegeschenk bezeichnet: „das man (den Göttern) hinsetzt“ (vgl.: Lk 21 ). Im Neuen Testament herrscht bereits die Bedeutung von anathematizein als „verfluchen“ vor (Mk 14,71 , 1 Kor 16,22  etc.). Dies lieferte die Grundlage zum späteren Kirchenbann der christlichen Kirchen.

## Wirkungsgeschichte

### Judentum
Im Judentum wird der biblische Begriff Cherem als Ausschluss einer Person aus der jüdischen Gesellschaft und/oder den Ausschluss gegenüber religiösen Rechten und Funktionen mit Strafcharakter (Exkommunikation) verstanden. Im babylonischen Talmud wird zwischen dem weniger weittragenden Nid(d)ui, einem zeitlich begrenzten Ausschluss aus der Gemeinschaft, um einen hartnäckigen Frevler zur Umkehr zu bewegen, und der schweren Sanktion des dauerhaften Cherem unterschieden. Zunächst wird dort der Niddui ausgesprochen, verbunden mit der Hoffnung auf Bußwilligkeit des Anspruchsgegners. Beugt sich dieser, wird innerhalb einer dreißigtägigen Frist der Niddui gelöst, sofern ein Ersuchen um Aufhebung besteht. Widrigenfalls wird der Cherem ausgesprochen. Während ein mit dem Niddui Belegter eingeschränkt geschäftsfähig bleibt, werden den mit dem Cherem belegten Personen sämtliche Kontakte untersagt. Zudem dürfen selbige sich nicht die Haare waschen oder ihre Kleidung säubern. Im Falle des Versterbens wird der Sarg mit einem Stein belegt (Steinigung). Diese Strafen wurden in der gaonäischen Zeit sogar noch verschärft. Es galt das Verbot der Brit Mila. Die Heirat von Kindern der mit dem Bann belegten Personen war ebenfalls verboten. Mit dem Cherem belegte Personen wurden wie Nichtjuden behandelt, was Schulausschlüsse, Reinigungsverbote (Mikwe) und die Verweigerung von Bestattungen auf jüdischen Friedhöfen nach sich zog. 
Der Cherem wurde als Urteilsspruch in der Synagoge über die Torarolle gesprochen, wobei der Schofar geblasen wurde und alle Anwesenden ihre Kerzen löschten. Inflationäre Anwendung des Cherem ließ dessen Bedeutung sinken.
Der berühmteste Cherem-Fall war der des Baruch Spinoza.

### Christentum
Während das Konzept der Weihung von materiellen Gütern durch ihre Vernichtung ein singuläres Phänomen blieb, das niemals größere Verbreitung fand (schon weil es den ökonomischen Interessen der Sieger widersprach), wurde die (durchgeführte oder auch nur beabsichtigte) physische Vernichtung von feindlichen Gruppen oder von Gruppen, die sich nicht in die vorherrschende Gesellschaft eingliedern ließen, in der Folge immer wieder mit der deuteronomistischen Forderung „Du sollst das Böse aus deiner Mitte ausrotten“ (Dtn 13,6 ) gerechtfertigt. Jürgen Ebach führt als Beispiele an: 
- Die Predigten und Aufrufe zum Ersten Kreuzzug führten noch vor dem Abmarsch ins heilige Land zu Pogromen an den europäischen Juden, die bis dahin größtenteils unbehelligt unter den Christen gelebt hatten.
- Das Sendungsbewusstsein von puritanischen Siedlern in Neuengland, und deren „Landnahme“ im 17. Jahrhundert leitete mittelfristig die weitgehende Ausrottung der Ureinwohner ein (verbunden mit einem markanten Höhepunkt der Hexenverfolgung).
- Die deutsche Kriegstheologie im Ersten Weltkrieg stellte die Kämpfe als ein Gottesgericht dar und die Gegner als Gottesfeinde. So wurde z. B. Löwen mit Jericho gleichgesetzt, und der Professor der Theologie Karl Dunkmann rechtfertigte die Verletzung der belgischen Neutralität mit Dtn 2,26ff EU, wo geschildert wird, wie König Sihon und seine Städte dem Untergang geweiht werden, weil sie den Israeliten nicht den Durchzug durch ihr Land gestattet hatten.
- Selbst in der rabiaten antikommunistischen Rhetorik der McCarthy-Ära in den Vereinigten Staaten findet sich noch die Angst vor subversiven Elementen in der eigenen Mitte, die von fremden, bösen Mächten gesteuert werden.

Allerdings betont Ebach, dass diese Art der Interpretation stets darauf abzielte, imperiale Herrschaft über Unterworfene oder zu bekehrende Minderheiten auszuüben, während die deuteronomistische Kriegsideologie unter genau den entgegengesetzten Voraussetzungen entstanden sei: In der Zeit des Exils und danach mussten die Israeliten selbst um ihre religiöse Identität und ihre physische Existenz fürchten, nicht ihre Gegner. Die Banndrohung gegen Gemeindemitglieder, die vom Glauben abfielen, stellte tatsächlich einen radikalen Akt der religiösen Selbstkritik dar, keinen Missionsversuch. Es gehört somit zur Tragik der Geschichte, dass später gerade die Juden bevorzugt als das böse Element identifiziert wurden, das aus der Mitte der christlichen Gesellschaft „ausgemerzt“ werden sollte.